# Pierre Ferval
Pour les articles homonymes, voir Ferval.
Pierre Ferval est un acteur français, né Pierre-Henri-Gabriel Fabrègues le 18 mai 1899 à Asnières-sur-Seine (Seine, aujourd'hui Hauts-de-Seine) et mort le 1er juillet 1983 à Saint-Mandé (Val-de-Marne).

## Filmographie

### Années 1910
- 1914 : Dans les griffes de la peur de Georges-André Lacroix (court métrage)
- 1914 : La Dénonciatrice de Georges-André Lacroix
- 1916 : Volonté d'Henri Pouctal

### Années 1920
- 1920 : Au travail d'Henri Pouctal : le domestique de Gurignon
- 1927 : Napoléon d'Abel Gance
- 1929 : Quartier Latin d'Augusto Genina

### Années 1930
- 1930 : Dorville chauffeur de Charles de Rochefort (court métrage)
- 1931 : Le Costaud des PTT de Jean Bertin
- 1931 : Paris Béguin d'Augusto Genina
- 1931 : Pas sur la bouche de Nicolas Rimsky et Nicolas Evreïnoff
- 1932 : Les Gaîtés de l'escadron de Maurice Tourneur : Vergisson
- 1933 : Les Deux Orphelines de Maurice Tourneur : l'aubergiste
- 1933 : Lidoire de Maurice Tourneur (court métrage) : Vergisson
- 1933 : Noces et banquets de Roger Capellani
- 1934 : Les Misérables de Raymond Bernard : le valet d'écurie (film tourné en 3 époques)
- 1934 : Adémaï aviateur de Jean Tarride
- 1934 : Les Bleus de la marine de Maurice Cammage
- 1934 : La peinture adoucit les mœurs (moyen métrage) de Jean de Size : le peintre
- 1935 : Pension Mimosas de Jacques Feyder
- 1935 : Jim la Houlette d'André Berthomieu
- 1936 : Les Gaietés de la finance de Jack Forrester : un agent
- 1936 : Avec le sourire de Maurice Tourneur
- 1936 : Le Mort en fuite d'André Berthomieu
- 1936 : La vie est à nous de Jean Renoir, e.a. : un client de la vente aux enchères
- 1937 : Salonique, nid d'espions de Georg-Wilhelm Pabst
- 1937 : François Ier de Christian-Jaque
- 1937 : Ignace de Pierre Colombier
- 1937 : Les Rois du sport de Pierre Colombier : un journaliste
- 1938 : La Marseillaise de Jean Renoir
- 1938 : Le Temps des cerises de Jean-Paul Le Chanois
- 1938 : Éducation de prince d'Alexandre Esway : un maître d'hôtel au Ritz
- 1938 : Trois Valses de Ludwig Berger
- 1939 : Le Déserteur de Léonide Moguy
- 1939 : Pour le maillot jaune de Jean Stelli
- 1939 : Sur le plancher des vaches de Pierre-Jean Ducis

### Années 1940
- 1940 : Monsieur Hector de Maurice Cammage
- 1941 : Madame Sans-Gêne de Roger Richebé
- 1942 : Le Prince charmant de Jean Boyer
- 1942 : Mam'zelle Bonaparte de Maurice Tourneur : un paysan de Vaudray
- 1942 : L'Amant de Bornéo de Jean-Pierre Feydeau et René Le Hénaff
- 1942 : Croisières sidérales d'André Zwobada
- 1942 : Défense d'aimer de Richard Pottier
- 1942 : La Loi du printemps de Jacques Daniel-Norman : un invité
- 1942 : Mariage d'amour d'Henri Decoin : un camionneur
- 1943 : Picpus de Richard Pottier
- 1943 : Marie-Martine d'Albert Valentin
- 1943 : Domino de Roger Richebé
- 1943 : Un seul amour de Pierre Blanchar
- 1944 : Cécile est morte de Maurice Tourneur : un gendarme
- 1945 : Falbalas de Jacques Becker
- 1945 : Messieurs Ludovic de Jean-Paul Le Chanois
- 1945 : Peloton d'exécution d'André Berthomieu
- 1947 : Les Amants du pont Saint-Jean d'Henri Decoin
- 1948 : Blanc comme neige d'André Berthomieu
- 1948 : Le Bal des pompiers d'André Berthomieu
- 1949 : La Femme nue d'André Berthomieu
- 1949 : Le Cœur sur la main d'André Berthomieu : Joseph, le pompier
- 1949 : Le 84 prend des vacances de Léo Joannon

### Années 1950
- 1950 : Casimir de Richard Pottier : le névrosé dans la salle d'attente
- 1950 : Fusillé à l'aube d'André Haguet
- 1950 : Trois Télégrammes d'Henri Decoin
- 1951 : Sans laisser d'adresse de Jean-Paul Le Chanois
- 1951 : Identité judiciaire d'Hervé Bromberger : le serveur du bistrot qui reconnaît la jeune fille
- 1951 : La Belle que voilà de Jean-Paul Le Chanois
- 1951 : Jamais deux sans trois d'André Berthomieu
- 1951 : Une histoire d'amour de Guy Lefranc
- 1952 : Piédalu fait des miracles de Jean Loubignac
- 1955 : Les deux font la paire d'André Berthomieu : un policier
- 1955 : Les Évadés de Jean-Paul Le Chanois : un prisonnier
- 1955 : L'Affaire des poisons d'Henri Decoin
- 1956 : Papa, maman, ma femme et moi de Jean-Paul Le Chanois : un passant
- 1956 : La Joyeuse Prison d'André Berthomieu
- 1958 : Les Misérables de Jean-Paul Le Chanois (film tourné en deux époques)
- 1958 : Péché de jeunesse de Louis Duchesne
- 1959 : Monsieur Suzuki de Robert Vernay

### Années 1960
- 1961 : Par-dessus le mur de Jean-Paul Le Chanois
- 1966 : Rouletabille, feuilleton télévisé, épisode Rouletabille chez le Tsar de Jean-Charles Lagneau

## Théâtre
- 1952 : La neige était sale de Frédéric Dard d'après Georges Simenon, mise en scène Raymond Rouleau, Théâtre des Célestins
- 1953 : Le Dindon de Georges Feydeau, mise en scène Jean Meyer, Théâtre des Célestins
- 1958 : Rididine d'Alexandre Breffort, mise en scène Maurice Vaneau,  Théâtre Fontaine